# Se i morti potessero parlare
Se i morti potessero parlare è un'antologia di nove racconti noir dello scrittore statunitense  Cornell Woolrich pubblicata nel 1996 nella collana Il Giallo Mondadori con il numero 2476. I racconti dell'antologia provengono dalla rivista Black Mask, da Detective Fiction Weekly e da altre riviste pulp.

## Contenuto
- Se i morti potessero parlare (If the Dead Could Talk), pubblicato su Black Mask, 1943
- Zucchero pesante (The Heavy Sugar), pubblicato su Pocket Detective, 1937
- Risveglio (Wake Up With Death), pubblicato su Detective Fiction Weekly, 1937
- La ragazza di Endicott (Endicott's Girl), pubblicato su Detective Fiction Weekly, 1938
- I delitti del punteruolo (Death in Duplicate), pubblicato su Detective Fiction Weekly, 1940
- Distrazione fatale (Cool, Calm and Detected), pubblicato su Black Mask, 1941
- La casa del diamante orfano (Orphan Ice), pubblicato su Dime Detective, 1942
- La pietra della morte (The Death Stone), pubblicato su Detective Fiction Weekly, 1943
- Un minuto per morire (It Only Takes a Minute to Die), pubblicato su Ellery Queen's Mystery Magazine, 1966

## Edizioni
- Cornell Woolrich, Se i morti potessero parlare, traduzione di Mauro Boncompagni, collana Il Giallo Mondadori, Mondadori, 1996,  p. 277.